# Czaszkowo
Czaszkowo [pronunciación en polaco: /t͡ʂaʂˈkɔvɔ/] ( en alemán: Zatzkowen, 1938–45: Eisenack) es una aldea ubicada en el distrito administrativo de Gmina Piecki, dentro del condado de Mrągowo, voivodato de Varmia y Masuria, en el norte de Polonia. Se encuentra a unos 3 kilómetros al suroeste de Piecki, a 15 kilómetros al sur de Mrągowo, y a 55 klómetros al este de la capital regional Olsztyn.